# Onurcan Güler
Onurcan Güler (* 24. März 1995 in Kelkit) ist ein türkischer Fußballspieler.

## Spielerkarriere
Güler begann mit dem Vereinsfußball in der Jugend des Amateurklubs İzmirspor. Bei diesem Verein gehörte er in der Spielzeit 2012/13 der 1. Männermannschaft an und spielte für diese einmal in der Bölgesel Amatör Lig, der fünfthöchsten türkischen Liga.
2013 wechselte er in die Jugend von Akhisar Belediyespor. Hier spielte er die erste Spielzeit ausschließlich für die Reservemannschaft und gehörte ab der Saison 2014/15 auch zum Kader der Profimannschaft an. Sein Debüt im Profibereich absolvierte er in der Pokalpartie vom 25. Dezember 2014 gegen Keçiörengücü. Ab Januar 2016 wurde er dann an Verein der unteren türkischen Ligen ausgeliehen und spielte so der Reihe nach für die Vereine Menemen Belediyespor, Bodrum Belediyesi Bodrumspor, Muğlaspor und Anadolu Selçukspor. Mit der Saison 2018/19 wurde er bei Akhisarspor im Kader behalten und auch in der Süper Lig eingesetzt. Für die Rückrunde der Saison wurde er an den Zweitligisten Afjet Afyonspor ausgeliehen.